# Slavyanka
Slavyanka è un comune dell'Azerbaigian situato nel distretto di Gədəbəy. Conta una popolazione di 3 705 abitanti.